# Požareport
Požareport je slovenski spletni medij preiskovalnega novinarja Bojana Požara. Požar je bil v preteklosti odgovorni urednik dnevnika Direkt, ki je izhajal pod okriljem časopisnega podjetja Dnevnik.
Stalni kolumnisti portala so Boštjan M. Turk, Aljuš Pertinač, Peter Merše in Rok Čakš.